# Mexico's Next Top Model (mùa 3)
Mexico's Next Top Model, Mùa 3 là mùa thứ ba của Mexico's Next Top Model. Chương trình được chiếu trên Sony Entertainment Television vào ngày 4 tháng 9 năm 2012.
Người chiến thắng trong cuộc thi mùa này là Sahily Córdova, 18 tuổi từ Hermosillo. Cô nhận được:
- 1 hợp đồng người mẫu và đại diện của Queta Rojas Model Management trị giá $100.000
- Cơ hội xuất hiện trên ảnh bìa cùng 6 trang biên tập cho tạp chí Elle
- 1 Chuyến đi tới New York để gặp quản lí người mẫu hàng đầu thế giới
- 1 chiếc xe Volkswagen

## Thí sinh
| Thí sinh         | Tuổi | Chiều cao              | Quê quán       | Bị loại ở | Hạng |
| ---------------- | ---- | ---------------------- | -------------- | --------- | ---- |
| Amira Díaz       | 19   | 1,76 m (5 ft 9+1⁄2 in) | Veracruz       | Tập 2     | 13   |
| Lili Sanchez     | 22   | 1,77 m (5 ft 9+1⁄2 in) | Tijuana        | Tập 3     | 12   |
| Leti Zapatera    | 20   | 1,77 m (5 ft 9+1⁄2 in) | Puebla City    | Tập 4     | 11   |
| Analí Ramos      | 22   | 1,73 m (5 ft 8 in)     | Chihuahua City | Tập 5     | 10   |
| Eloina Cavazos   | 21   | 1,77 m (5 ft 9+1⁄2 in) | Monterrey      | Tập 6     | 9    |
| Ana Paula Crippa | 20   | 1,71 m (5 ft 7+1⁄2 in) | Veracruz       | Tập 7     | 8    |
| Sue García       | 21   | 1,71 m (5 ft 7+1⁄2 in) | Monterrey      | Tập 8     | 7    |
| Jessica Palma    | 20   | 1,71 m (5 ft 7+1⁄2 in) | Mérida         | Tập 9     | 6    |
| Sofía Saviano    | 19   | 1,78 m (5 ft 10 in)    | Torreón        | Tập 10    | 5    |
| Perla Gaspar     | 18   | 1,70 m (5 ft 7 in)     | Hermosillo     | Tập 11    | 4    |
| Alessa Bravo     | 19   | 1,69 m (5 ft 6+1⁄2 in) | Guadalajara    | Tập 12    | 3    |
| Paulina Barragán | 24   | 1,76 m (5 ft 9+1⁄2 in) | Guadalajara    | Tập 12    | 2    |
| Sahily Córdova   | 18   | 1,76 m (5 ft 9+1⁄2 in) | Hermosillo     | Tập 12    | 1    |

## Thứ tự gọi tên
| 1  | Perla   | Leti    | Perla   | Alessa  | Jessica | Paulina | Paulina | Perla   | Sahily  | Paulina | Alessa  | Sahily  | Sahily  |  |  |  |  |  |  |  |  |  |  |  |  |
| 2  | Sue     | Alessa  | Paulina | Paulina | Sahily  | Sofía   | Jessica | Paulina | Paulina | Alessa  | Sahily  | Paulina | Paulina |  |  |  |  |  |  |  |  |  |  |  |  |
| 3  | Analí   | Sahily  | Sahily  | Sahily  | Paulina | Jessica | Sahily  | Alessa  | Sofía   | Sahily  | Paulina | Alessa  |         |  |  |  |  |  |  |  |  |  |  |  |  |
| 4  | Leti    | Ana     | Leti    | Perla   | Perla   | Sue     | Perla   | Jessica | Perla   | Perla   | Perla   |         |         |  |  |  |  |  |  |  |  |  |  |  |  |
| 5  | Amira   | Paulina | Sue     | Sofía   | Alessa  | Alessa  | Alessa  | Sahily  | Alessa  | Sofía   |         |         |         |  |  |  |  |  |  |  |  |  |  |  |  |
| 6  | Paulina | Jessica | Analí   | Sue     | Sofía   | Ana     | Sue     | Sofía   | Jessica |         |         |         |         |  |  |  |  |  |  |  |  |  |  |  |  |
| 7  | Lili    | Sue     | Alessa  | Eloina  | Eloina  | Perla   | Sofía   | Sue     |         |         |         |         |         |  |  |  |  |  |  |  |  |  |  |  |  |
| 8  | Jessica | Analí   | Ana     | Ana     | Ana     | Sahily  | Ana     |         |         |         |         |         |         |  |  |  |  |  |  |  |  |  |  |  |  |
| 9  | Sahily  | Sofía   | Jessica | Analí   | Sue     | Eloina  |         |         |         |         |         |         |         |  |  |  |  |  |  |  |  |  |  |  |  |
| 10 | Eloina  | Eloina  | Sofía   | Jessica | Analí   |         |         |         |         |         |         |         |         |  |  |  |  |  |  |  |  |  |  |  |  |
| 11 | Ana     | Perla   | Eloina  | Leti    |         |         |         |         |         |         |         |         |         |  |  |  |  |  |  |  |  |  |  |  |  |
| 12 | Alessa  | Lili    | Lili    |         |         |         |         |         |         |         |         |         |         |  |  |  |  |  |  |  |  |  |  |  |  |
| 13 | Sofía   | Amira   |         |         |         |         |         |         |         |         |         |         |         |  |  |  |  |  |  |  |  |  |  |  |  |

     Thí sinh bị loại
     Thí sinh chiến thắng cuộc thi
- Tập 1 là tập casting, nhóm 20 thí sinh bán kết đã giảm xuống còn 13 thí sinh chung cuộc.
- Tập 13 là tập ghi lại khoảnh khắc từ đầu cuộc thi

### Buổi chụp hình
- Tập 1: Ảnh chân dung vẻ đẹp tự nhiên; Tạo dáng trong đồ neon (casting)
- Tập 2: Nữ thần kim tự tháp trong đồ lót
- Tập 3: Cuồng nhiệt trong Disco
- Tập 4: Tạo dáng trong váy trắng ở nhà máy làm thịt
- Tập 5: Tạo dáng với xe Volkswagen
- Tập 6: Sự nữ tính và sự nam tính
- Tập 7: Hóa thân thành Maria Félix
- Tập 8: Những con quỷ ở nghĩa trang
- Tập 9: Fan nhạc rock của Moderatto
- Tập 10: Quảng cáo cho Sedal Naturals
- Tập 11: Cô dâu chuyển động
- Tập 12: Ảnh bìa tạp chí Elle

### Diện mạo mới
- Alessa: Cắt ngắn tới ngực
- Ana: Nhuộm màu nâu sáng
- Analí: Nhuộm màu đỏ tối
- Eliona: Cắt đều và làm mượt
- Jessica: Cắt ngắn tới vai và nhuộm màu nâu đỏ
- Leti: Tóc afro xoăn
- Lili: Cắt ngắn tới cổ và thêm mái ngố
- Paulina: Nhuộm đen và cắt mái xéo
- Perla: Cắt ngắn tới cổ và nhuộm màu nâu tối. Sau rồi, rửa hết màu nhuộm
- Sahily: Tóc afro xoăn chắc
- Sofía: Tóc vẫy sóng màu tối
- Sue: Tóc bob màu vàng sáng